# Lathyrus krylovii
Lathyrus krylovii är en ärtväxtart som beskrevs av Lydia Palladievna Sergievskaya. Lathyrus krylovii ingår i släktet vialer, och familjen ärtväxter. Inga underarter finns listade i Catalogue of Life.